# 다낭성 난소 증후군

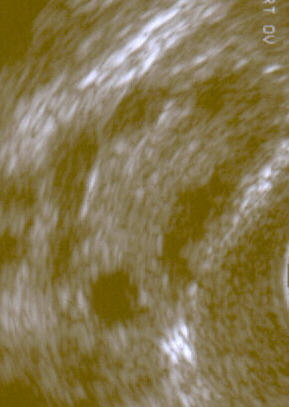

다낭성 난소 증후군(polycystic ovary syndrome, PCOS)은 가임기 여성에게 흔하게 나타나는 내분비 질환으로 발병율은 약 5~10%다. 여성의 내분비 이상으로 월경 주기의 불규칙과 고안드로겐증, 무배란, 인슐린 저항성을 유발한다. 외국인의 경우 비만과 다모증을 흔히 동반하지만, 한국인은 이런 증상이 많지 않다.

## 증상

### 배란장애
다낭성 난소 증후군 환자의 약 60~85%에서 관찰된다. 희발 배란, 무배란으로 인해 희발 월경, 무월경이 흔하고, 약 30%에서는 기능성 자궁 출혈이 나타나며, 드물게는 빈발 월경을 보인다.

### 고안드로겐 혈증
안드로겐 남성 호르몬 과다 상태를 말하며, 임상 증상은 다모증, 여드름, 남성형 탈모 등으로 나타난다.

### 생식샘 자극 호르몬의 분비 이상
혈중 황체 형성 호르몬과 난포 자극 호르몬의 비율이 증가하는 것이 전형적인 소견이다. 그러나 진단 기준이 되지는 않는다.

### 자궁 내막암
일반 사람보다 자궁내막암의 발생률이 3배 정도 증가하며, 폐경 후 유방암 발생률도 3~4배 증가한다.